# Introducción a la aritmética

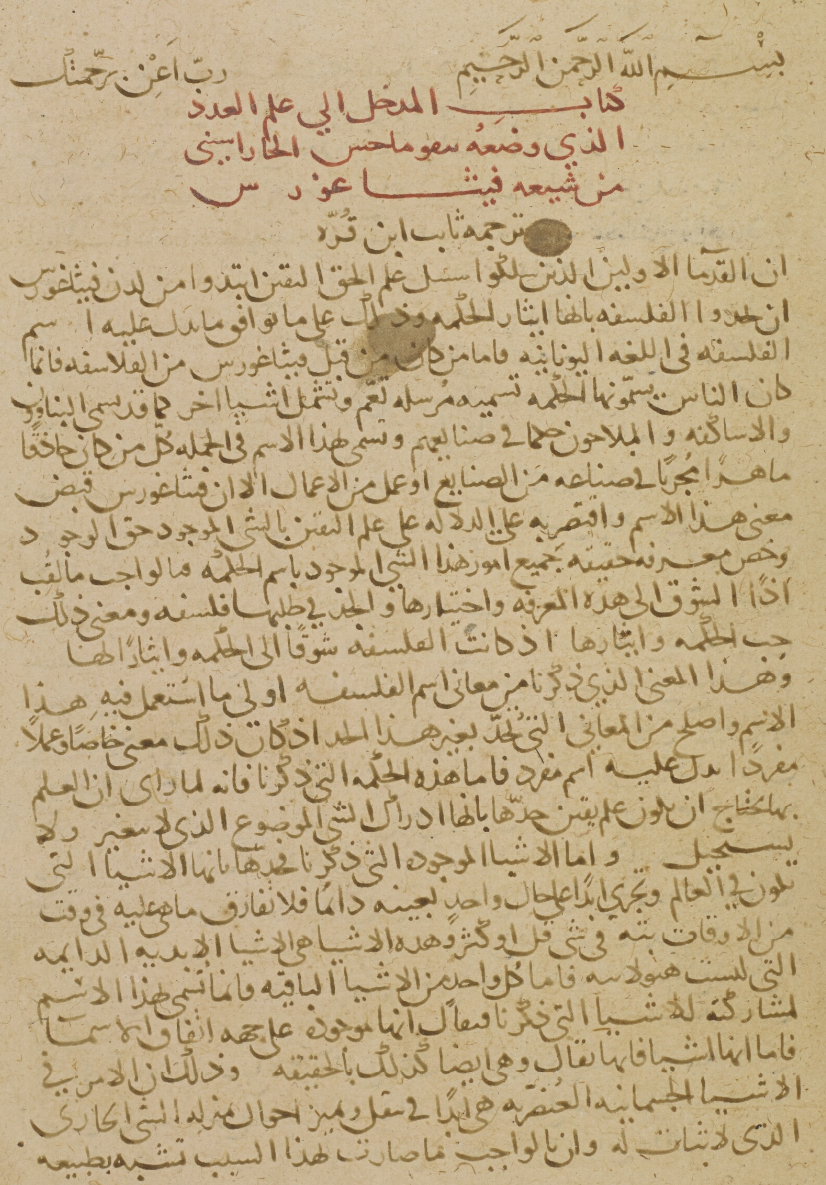
Introducción a la aritmética

Introducción a la aritmética (en griego antiguo Ἀριθμητικὴ εἰσαγωγή) es el único texto sobre matemáticas escrito por Nicómaco de Gerasa que se conserva. Contiene tanto prosa filosófica como ideas matemáticas básicas. Nicómaco se refiere a Platón seguido, y escribe que hacer filosofía solo es posible si se sabe suficiente sobre matemáticas. Nicómaco también describe cómo los números naturales y las ideas matemáticas básicas son eternas, inmutables y abstractas. El texto tiene dos partes, de 23 y 29 capítulos respectivamente.